# 白水郡
白水郡（はくすい-ぐん）は、中華人民共和国陝西省にかつて設置された郡。現在の渭南市白水県一帯に相当する。
479年（太和3年）、北魏は澄城郡の一部に白水郡を設置した。583年（開皇3年）、隋朝により廃止された。

## 下部行政区
- 白水県
- 姚谷県
- 蒲城県